# سیستم جفت‌گیری آمیخته

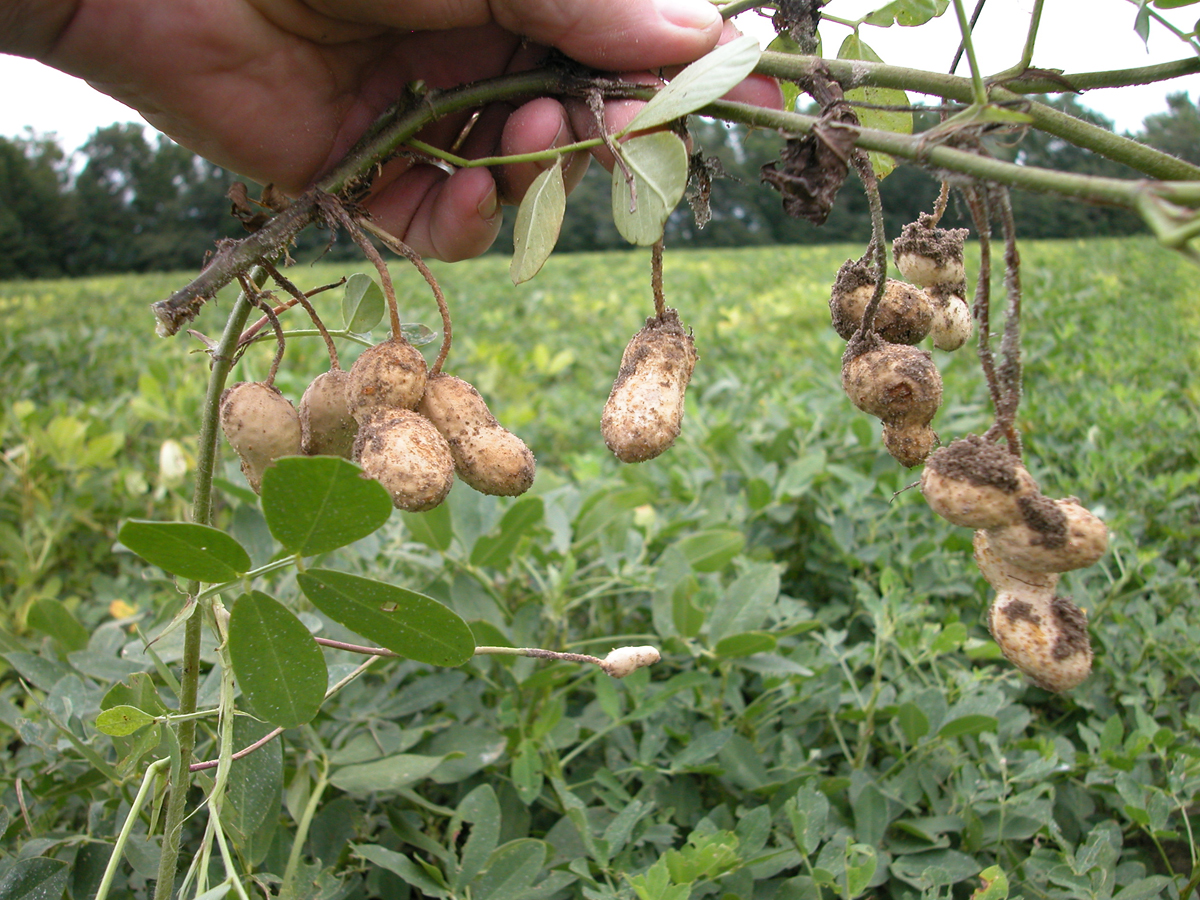
گیاه بادام زمینی از سیستم‌های جفت‌گیری آمیخته، اغلب با گل‌های کلیستوگاموس استفاده می‌کند.

یک سیستم جفت‌گیری آمیخته (به انگلیسی: Mixed mating systems) (در گیاهان)، همچنین به عنوان «هم‌خونی متغیر» شناخته می‌شود، ویژگی بسیاری از گیاهان دانه‌دار نرماده است که در آن بیش از یک وسیله جفت‌گیری استفاده می‌شود. جفت‌گیری آمیخته معمولاً به تولید مخلوطی از بذرهای خودگشن (خودبارورشده) و خارج از نژاد (باروری بیرونی) اشاره دارد. سیستم‌های جفت‌گیری گیاهان بر پراکندگی تنوع ژنتیکی در درون و بیرون جمعیت‌ها تأثیر می‌گذارند و بر تمایل افراد به بارورسازی خود یا لقاح متقابل (یا تولیدمثل غیرجنسی) تأثیر می‌گذارند. سیستم‌های جفت‌گیری آمیخته عموماً با فراوانی خودی در مقابل لقاح بیرونی مشخص می‌شوند، اما ممکن است شامل تولید دانه‌های غیرجنسی از طریق آگاماسپرمی باشد. مبادله برای هر استراتژی به شرایط بوم‌شناختی، فراوانی گرده‌افشان و گیاه‌خواری و بار انگل بستگی دارد. سیستم‌های جفتگیری در گونه‌ها دائمی نیستند. آنها می‌توانند با عوامل محیطی، و از طریق اهلی‌سازی زمانی که گیاهان برای کشاورزی تجاری پرورش داده می‌شوند، متفاوت باشند.